# Johann Jakob Hess (Theologe)

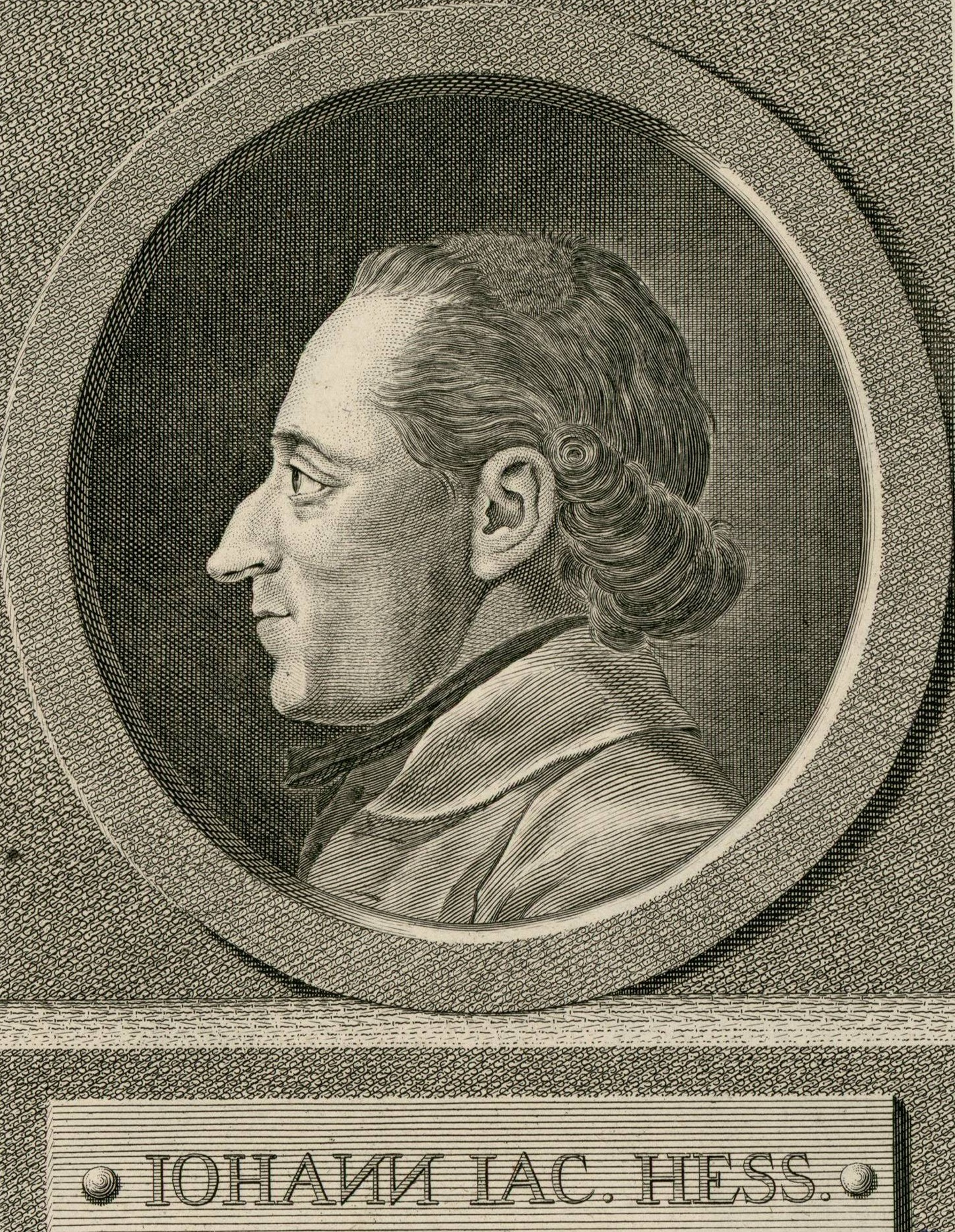
Johann Jakob Hess um 1775

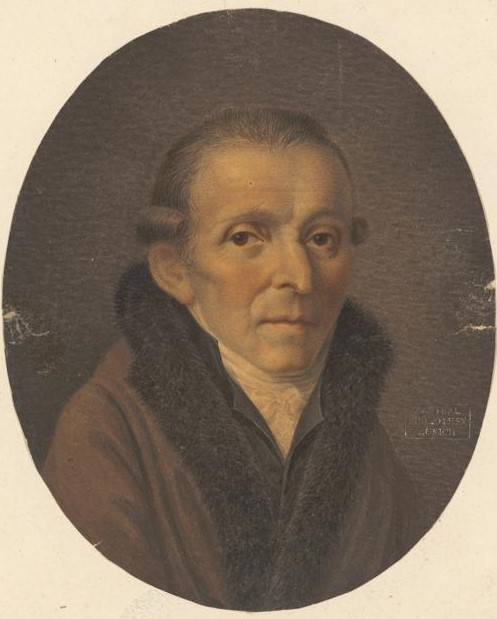
Porträt von Johann Jakob Hess, um 1800 (Zentralbibliothek Zürich)

Johann Jakob Hess (* 21. Oktober 1741 in Zürich; † 29. Mai 1828 in Zürich) war ein Schweizer Theologe.

## Leben
Johann Jakob Hess’ Vater war der Stadtuhrmacher Salomon Hess. Er studierte von 1755 bis 1760 im Collegium Carolinum Zürich, gefolgt von seiner Ordination zum Verbi divini minister. 1767 heiratete er Anna Maria Schinz aus Embrach, wurde 1777 zum Diakon am Fraumünster ernannt, 1795 Oberpfarrer und Antistes der Geistlichkeit des Kantons Zürich.
Als Antistes amtete Hess von 1795 bis 1828 und gilt vor allem während der Helvetik als diplomatisch auftretender Kirchenvertreter des Standes (Kantons) Zürich. Johann Jakob Hess gründete die Zürcher Bibelgesellschaft und war ein Freund und Konkurrent von Johann Caspar Lavater.
Er ist bekannt als der eigentliche Bahnbrecher für die Literatur des Lebens Jesu durch seine Geschichte der drei letzten Lebensjahre Jesu (Zürich 1768) und Lebensgeschichte Jesu (8. Aufl., das. 1823), welche den «Zeitgenossen neuerungssüchtig, den Späteren altgläubig schien, aber mit ihrer leise vermittelnden Darstellung ein halbes Jahrhundert lang dem frommen Bedürfnis in Deutschland genügte».
Aus seinem Nachlass erschienen Briefe über die Offenbarung Johannis (Zürich 1844).

## Werke (Auswahl)
- Meine Bibel. Ein Gesang. Freunden d. Bibelanstalten gewiedmet von Johann Jakob Heß. 2.,hdl..rm. u. verb. Auflage. Zürich: Orell, Füßli u. Co., 1821.
- Geschichte und Schriften der Apostel Jesu. Von dem Verfasser der Geschichte Jesu. 1773 1. Aufl., 1775 2. Aufl., jew. Zürich. Dgl., – Mit einer Beilage von Anmerkungen für catholische Leser –, Salzburg, Mayr. 1791.